# Bruna Cusí
Bruna Cusí Echaniz (née le 9 septembre 1986) est une actrice espagnole, lauréate du prix Goya de la meilleure nouvelle actrice en 2018,.

## Filmographie

### Films
| Year | Title                       | Original title               | Role   | Notes                                | Ref.  |
| ---- | --------------------------- | ---------------------------- | ------ | ------------------------------------ | ----- |
| 2017 | Été 93                      | Estiu 1993                   | Marga  | Prix Goya du meilleur espoir féminin |       |
| 2017 | Uncertain Glory             | Incerta glòria               | Trini  |                                      |       |
| 2018 | Disappear                   | Desaparecer                  | Oriol  |                                      |       |
| 2018 | Escapada                    | Escapada                     | Elena  |                                      |       |
| 2019 | The Queen of the Lizards    | La reina de los lagartos     | Elena  |                                      |       |
| 2019 | Ardara                      | Ardara                       | Bruna  |                                      |       |
| 2020 | Chez moi                    | Hogar                        | Lara   |                                      |       |
| 2020 | Les Mystères de Barcelone   | La vampira de Barcelona      | Amèlia |                                      |       |
| 2021 | Mía & Moi                   | Mía y Moi                    | Mía    |                                      |       |
| 2021 | The Replacement             | El sustituto                 | Raquel |                                      |       |
| 2022 | The Path                    | The Path                     |        |                                      |       |
| 2022 | Border Line                 | Upon Entry (La llegada)      | Elena  |                                      | [ 3 ] |
| 2023 | The Fantastic Golem Affairs | El caso fantástico del Golem | Clara  |                                      | [ 4 ] |
| 2023 | Truce(s)                    | Tregua(s)                    | Ara    |                                      | [ 5 ] |
| 2023 | The Blue Star               | La estrella azul             | Ana    |                                      | [ 6 ] |

### Télévision
| Année     | Titre                        | Titre original               | Rôle           | Remarques                      |
| --------- | ---------------------------- | ---------------------------- | -------------- | ------------------------------ |
| 2011-2013 | Les Bracelets rouges         | Polsères vermelles           | Gavina         | 8 épisodes                     |
| 2017      | Philo                        | Merli                        | Mél            | Épisode: "Henry David Thoreau" |
| 2018      | Ce que l'avenir nous réserve | Le jour de la mañana         | Lali           | 2 épisodes                     |
| 2018      | Desayuna conmigo             | Desayuna conmigo             | Sarah          | Mini-série                     |
| 2019      | Instinct                     | Instinct                     | Barbara Robles | 8 épisodes                     |
| 2020      | L'Aliéniste                  | L'aliéniste                  | Mme Linares    | 5 épisodes                     |
| 2022      | Héritiers de la Terre        | Les héréditaires de la terre | Arsenda        | 5 épisodes                     |

## Distinctions
| Année | Prix              | Catégorie                                | Travail                    | Résultat   |        |
| ----- | ----------------- | ---------------------------------------- | -------------------------- | ---------- | ------ |
| 2018  | 23e Prix Forqué   | Meilleure actrice dans un film           | Été 1993                   | Nomination | [ 7 ]  |
| 2018  | 10ème Prix Gaudí  | La meilleure actrice dans un second rôle | Gloire incertaine          | Nomination | ,      |
| 2018  | 10ème Prix Gaudí  | La meilleure actrice dans un second rôle | Été 1993                   | Lauréat    | ,      |
| 2018  | 32ème Prix Goya   | Meilleure nouvelle actrice               | Été 1993                   | Lauréat    | [ 10 ] |
| 2021  | 13èmes Prix Gaudí | La meilleure actrice dans un second rôle | La vampiresse de Barcelone | Nomination | [ 11 ] |
| 2024  | 16èmes Prix Gaudí | Meilleure actrice                        | À l'entrée                 | Nomination | [ 12 ] |